# Kamogawa

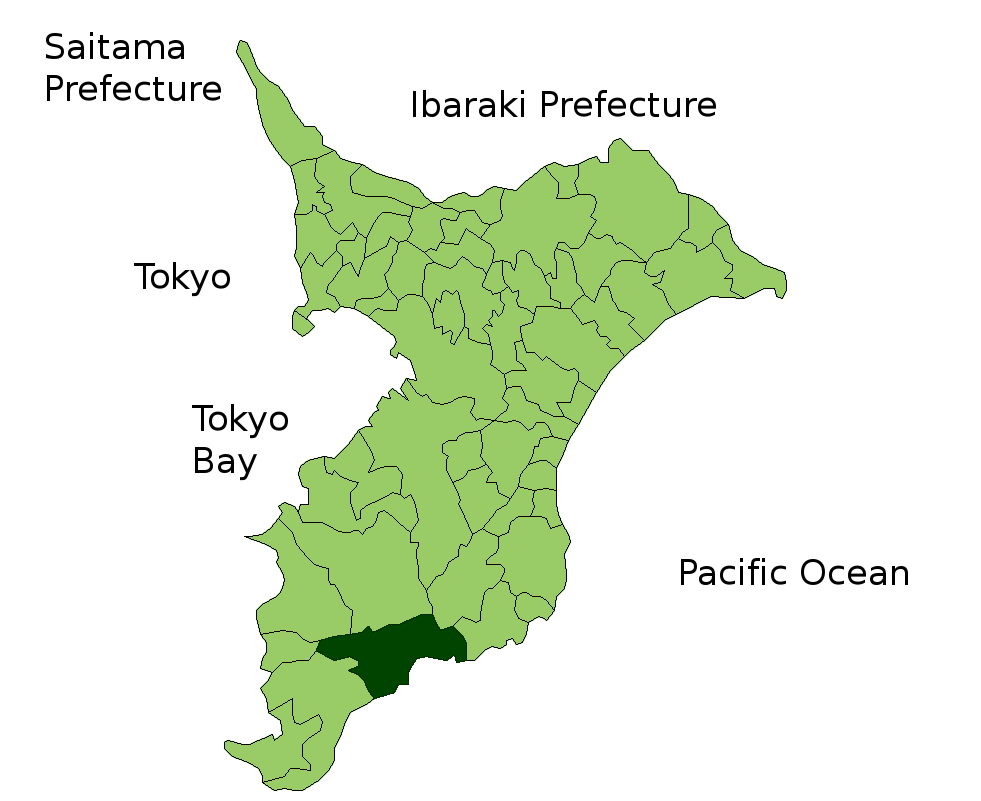
Miasto na tle prefektury

Kamogawa (jap. 鴨川市 Kamogawa-shi) – miasto w środkowej Japonii, na głównej wyspie Honsiu (Honshū), w prefekturze Chiba. Ma powierzchnię 191,14 km². W 2020 r. mieszkało w nim 32 149 osób, w 14 583 gospodarstwach domowych  (w 2010 r. 35 759 osób, w 14 363 gospodarstwach domowych).